# Дуб, Алексей Владимирович
Алексе́й Влади́мирович Дуб (род. 25 июля 1960, Москва) — советский и российский учёный-металлург, специалист в области термодинамики и кинетики высокотемпературных процессов. Доктор технических наук, профессор кафедры металлургии стали, новых производственных технологий и защиты металлов НИТУ «МИСиС». Первый заместитель генерального директора АО «Наука и инновации», входящего в структуру «Росатома», лауреат Государственной премии РФ в области науки и технологий, премии Правительства РФ в области науки и техники.

## Биография
Родился в 1960 году в Москве.
Окончил физико-химический факультет Московского института стали и сплавов по специальности «Физико-химические исследования металлургических процессов» (1983, с отличием) и аспирантуру МИСиС (1986).
С мая 1983 г. работал на кафедре металлургии: инженер, старший преподаватель, доцент, с 2003 профессор.
Доктор технических наук (2000), профессор (2004).
С марта 2005 г. генеральный директор Государственного научного центра РФ по технологии машиностроения — ФГУП НПО «ЦНИИТМАШ» — организации системы Росатома.
 С 2005 года - заведующий кафедрой коррозии и защиты металлов МИСиС.
С ноября 2013 года генеральный директор Управляющей компании ГК «Росатом» АО «Наука и инновации», позже занял должность первого заместителя генерального директора АО «Наука и инновации».

## Научная и педагогическая деятельность.
Научные интересы: влияние металлургических и технологических факторов на надежность изделий, термодинамика и кинетика высокотемпературных процессов.
Автор и соавтор 5 монографий, более 100 статей, 84 патентов, 3 учебно-методических работ.
Главный редактор журнала «Производство проката».

## Список опубликованных научных трудов и учебных изданий (2015-2017 гг.)
- Nanostructured 2024Al–SiCp composite coatings. Surface Engineering, Dec  2015 DOI: 10.1016/j.matpr.2016.06.019 Tailor S, Tailor S, Doub A.V
- Synthesis and characterization of yttria-stabilized zirconia (YSZ) nano-clusters for thermal barrier coatings (TBCS) applications. Journal of Cluster Science. 2016. Т. 27. № 4. 1097-1107 Tailor S., Doub A.V., Singh M.
- Nanostructured 2024AL–SICP composite coatings. Surface Engineering. 2016. Т. 32. № 7. 526-534. Tailor S., Sharma V.K., Soni P.R., Doub A.V., Tailor S.
- Elimination of coarse-grain property in steel 25KHN3MFA after overheating to different temperatures. Metal Science and Heat Treatment. 2016. 1-6. Borisov I.A., Dub A.V.
- Microstructural and thermal properties of plasma sprayed YSZ nano-clusters thermal barrier coatings. Journal of Cluster Science. 2016. Т. 27. № 5. 1501-1518. Tailor S., Doub A.V., Singh M., Mohanty R.M.
- Wear behavior of plasma sprayed nanostructured  Al–SiCp composite coatings: a comparative study. Transactions of the Indian Institute of Metals. 2016. Т. 69. № 6. 1179-1191. Tailor S., Doub A.V., Mohanty R.M., Soni P.R
- Experimental investigations of the nickel alloy laser melting parameters influence on porosity and surface roughness of the complex geometry products during the process of their three-dimensional formation Non-Ferrous Metals, 2016, № 2, 29-33. Dub A.V., Beregovskiy V.V., Tretyakov E.V., Shchurenkova S. A.
- Development of a new TBC system for more efficient gas turbine engine application. Materials Today, Apr 2016. Tailor S, Tailor S, Doub A.V.
- Методики оценки и прогнозирование коррозионной стойкости строительных металлоконструкций в различных климатических зонах. «Новости материаловедения. Наука и техника» УДК 620.193.21. Издательство: Арпан (Москва), 2016,  №6 (24). 2. А.В. Дуб, О.В. Волкова.
- Статистическое моделирование реалистичной оценки радиационного охрупчивания корпусных материалов ВВЭР-1000. Вопросы атомной науки и техники. Серия: Физика ядерных реакторов. Выпуск 2, 2016, 24-41, Дуб А.В., Скоробогатых В.Н., Аносов Н.П., Гордюк Л.Ю., Зубченко А.С., Шамардин В.К
- Плазменно-электролитическая обработка алюминиевых и титановых сплавов (монография), М.: Изд. Дом МИСиС, 2017. – 160 с., ISBN 978-5-906846-51-8, 368 с. А.Г. Ракоч, А.А. Гладкова, А.В. Дуб.

## Семья
Отец - Владимир Семёнович Дуб.

## Признание
Лауреат Премии Правительства РФ 2010 года в области науки и техники.
Лауреат Премии Президиума РАН имени П. П. Аносова за 2011 год.
Лауреат Государственной премии РФ в области науки и технологий 2012 года — за создание нового класса высокорадиационностойких материалов для корпусов атомных реакторов и методов продления сроков их эксплуатации.
Награжден медалями «В память 850 лет Москвы», «Академик Курчатов».